# Житна-Радиша
Житна-Радиша (слч. Žitná-Radiša) насељено је мјесто са административним статусом сеоске општине (слч. obec) у округу Бановце на Бебрави, у Тренчинском крају, Словачка Република.

## Становништво
| Година:    | 1994. | 2004.   | 2014.   | 2024.   |
| ---------- | ----- | ------- | ------- | ------- |
| Број људи: | 475   | 458     | 454     | 436     |
| Разлика:   |       | -3,57 % | -0,87 % | -3,96 % |

| Година:    | 2023. | 2024.   |
| ---------- | ----- | ------- |
| Број људи: | 443   | 436     |
| Разлика:   |       | -1,58 % |

Према подацима о броју становника из 2011. године насеље је имало 462 становника.